# Trixoscelis coetzeci
Trixoscelis coetzeci är en tvåvingeart som beskrevs av Timothy M. Cogan 1977. Trixoscelis coetzeci ingår i släktet Trixoscelis och familjen myllflugor.
Artens utbredningsområde är Namibia. Inga underarter finns listade i Catalogue of Life.